# Rue Blanche
Die Rue Blanche (deutsch Weiße Straße) ist eine 715 m lange Straße im Nordwesten des 9. Arrondissement von Paris.
Die Straße verbindet den Place Blanche mit der Place d’Estienne d’Orves, der 1944 der Abschnitt zwischen der Rue Blanche und der Rue de Châteaudun zugeordnet wurde.

## Geschichte
Ihren Namen verdankt die Straße wahrscheinlich der häufigen Durchfahrt von Muldenkippern im 17. Jahrhundert, die den Gips aus den Steinbrüchen von Montmartre zur Seine transportierten. Die Straße folgt dem ehemaligen Weg, der vom Village des Porcherons zu den Steinbrüchen führte. Die Trassierung begann um 1670 und ist auf einem Plan von 1672 unter dem Namen „Rue de la Croix-Blanche“ wegen eines Kabaretts angegeben, das noch um 1860 ein Croix-Blanche (weißes Kreuz) als Erkennungszeichen führte.

## Sehenswürdigkeiten
- Nr. 15: Théâtre de Paris
- Nr. 21: Hôtel de Choudens, 1901 von Charles Girault für den Musikverleger Charles Girault[3]
- Nr. 25: Christuskirche, Deutsche Evangelischen Gemeinde in Paris; die Fassade wurde von Karl Mohrmann gestaltet und von Édouard-Jean Niermans ausgeführt.
- Nr. 28: Sitz der Brigade de sapeurs-pompiers de Paris
- Nr. 43: Paul Gavarni (1804–1866), Zeichner, Grafiker und Karikaturist, wohnte hier von 1836 bis 1837[4]
- Nr. 49: Louis Diémer (1843–1919), Pianist und Komponist, wohnte hier bis zu seinem Tod.

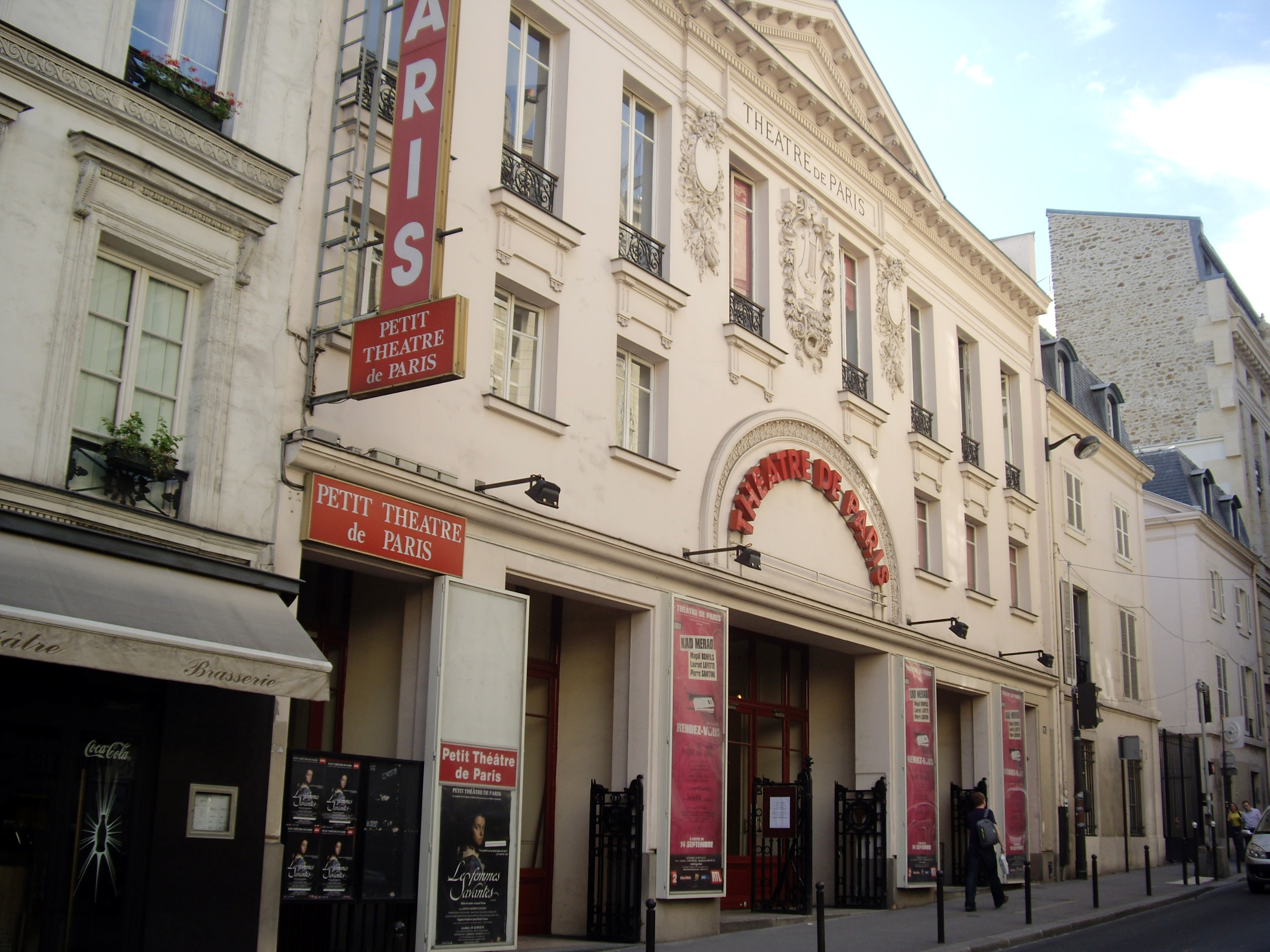
Nr. 15: Théâtre de Paris
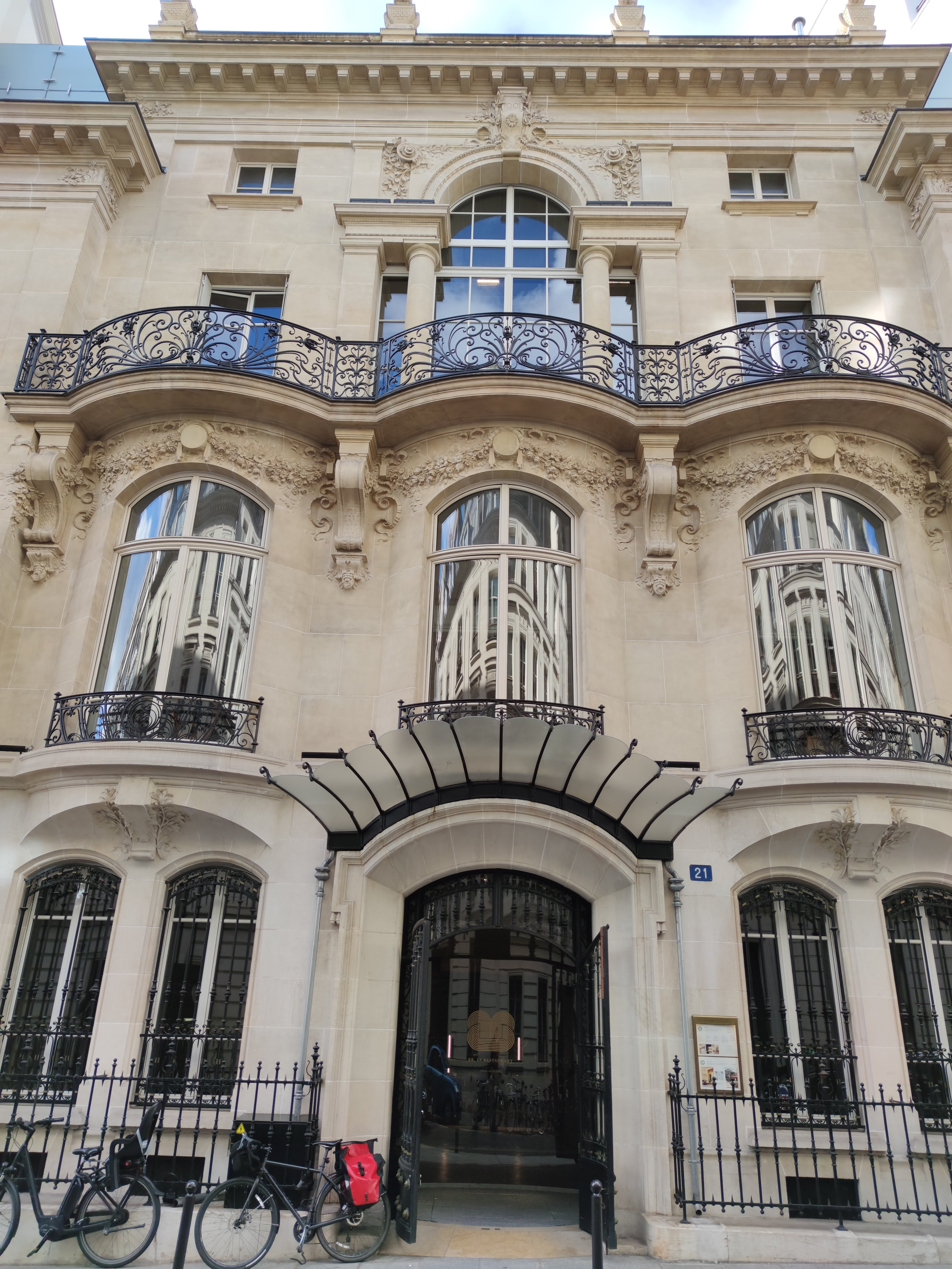
Nr. 21: Hôtel de Choudens
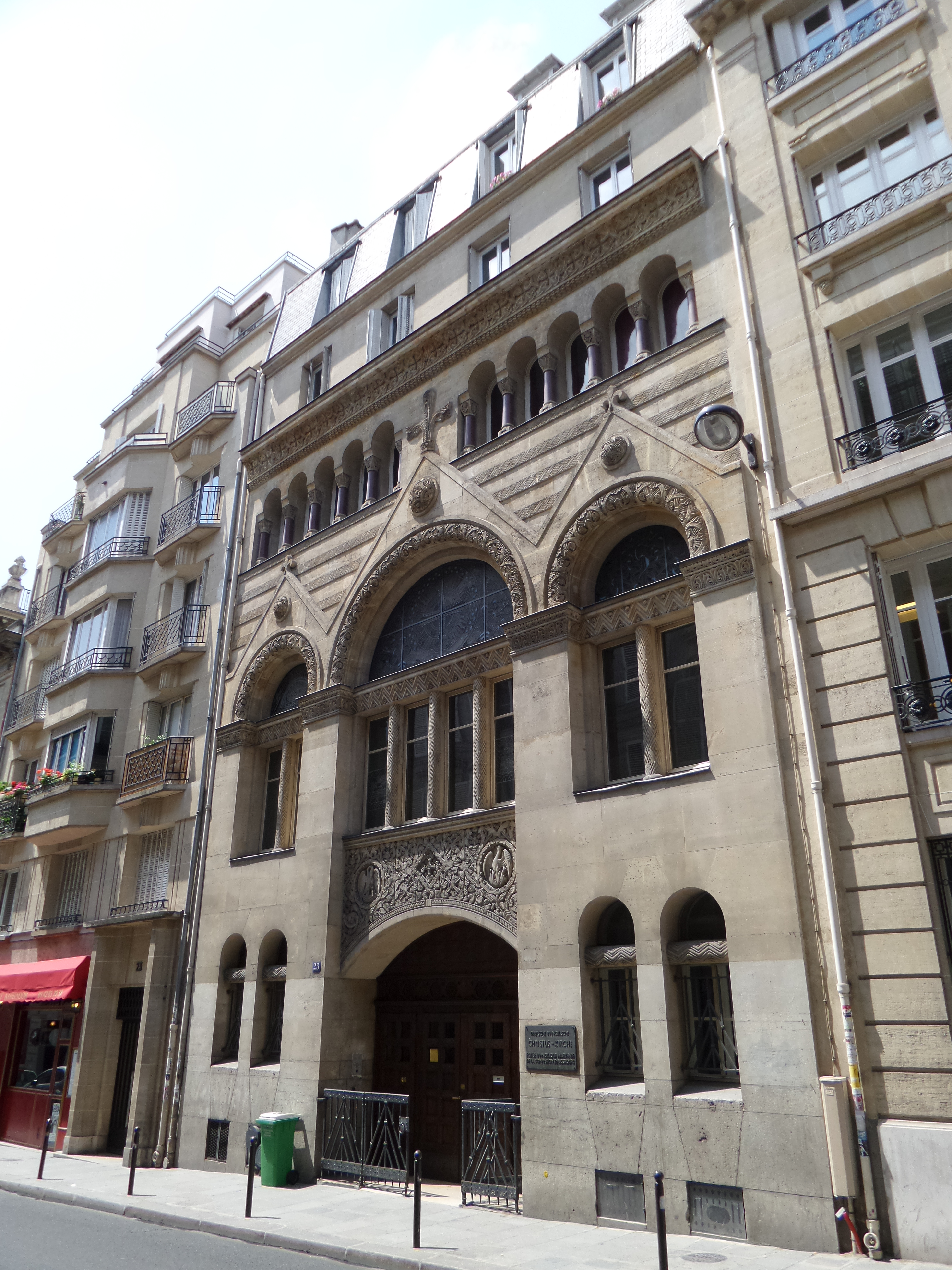
Nr. 25: Deutsche evangelische Kirche in Paris
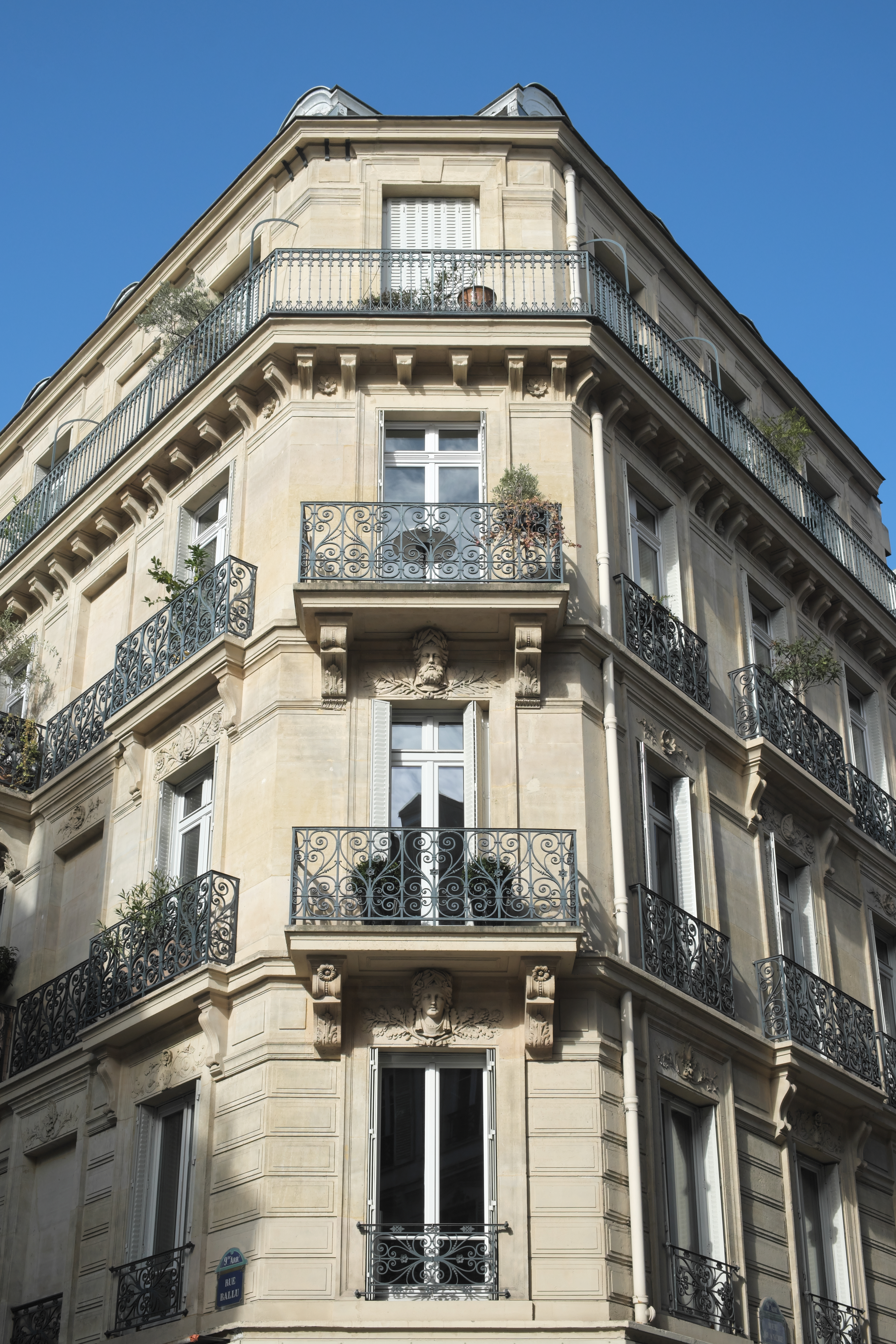
Ecke Rue Ballu, Rue Blanche